# العبادة في الإسلام (كتاب)
العبادة في الإسلام هو كتاب من تأليف الدكتور يوسف القرضاوي، يعد الكتاب ثاني مؤلفات القرضاوي، وتعود طبعته الأولى إلى عام 1960م. يدور موضوع الكتاب في ترشيد الأمة وتوجيهها، وتصويب بعض المعتقدات الخاطئة وتصحيحها، حول أصول الإسلام ومبادئه، ومفرداته وشعائره، حيث يتحدث مؤلفه عن العبادة كما يراها الإسلام، وكما تنطق آيات القرآن الكريم، والسنة النبوية الصحيحة.